# Československá hokejová reprezentace v sezóně 1967/1968
Československá hokejová reprezentace v sezóně 1967/1968 sehrála celkem 22 zápasů.

## Přehled mezistátních zápasů
| Pořadí | Datum              | Soupeř   | Výsledek             | Soutěž                    | Místo utkání |
| ------ | ------------------ | -------- | -------------------- | ------------------------- | ------------ |
| 449.   | 5. srpna 1967      | Rumunsko | 11:0 (2:0, 3:0, 6:0) | Thurn-Taxisův pohár 1967  | Ga-Pa        |
| 450.   | 26. listopadu 1967 | Švédsko  | 1:5 (0:2, 0:1, 1:2)  | přátelsky                 | Praha        |
| 451.   | 28. listopadu 1967 | Švédsko  | 8:2 (1:1, 2:1, 5:0)  | přátelsky                 | Praha        |
| 452.   | 31. ledna 1968     | Kanada   | 2:1 (0:0, 0:0, 2:1)  | přátelsky                 | Praha        |
| 453.   | 1. února 1968      | Kanada   | 2:4 (2:1, 0:3, 0:0)  | přátelsky                 | Praha        |
| 454.   | 6. února 1968      | USA      | 5:1 (1:1, 2:0, 2:0)  | Zimní olympijské hry 1968 | Grenoble     |
| 455.   | 8. února 1968      | SRN      | 5:1 (1:0, 2:0, 2:1)  | Zimní olympijské hry 1968 | Grenoble     |
| 456.   | 10. února 1968     | Finsko   | 4:3 (0:1, 3:0, 1:2)  | Zimní olympijské hry 1968 | Grenoble     |
| 457.   | 12. února 1968     | NDR      | 10:3 (5:2, 1:0, 4:1) | Zimní olympijské hry 1968 | Grenoble     |
| 458.   | 13. února 1968     | Kanada   | 2:3 (0:0, 0:3, 2:0)  | Zimní olympijské hry 1968 | Grenoble     |
| 459.   | 15. února 1968     | SSSR     | 5:4 (3:1, 1:1, 1:2)  | Zimní olympijské hry 1968 | Grenoble     |
| 460.   | 17. února 1968     | Švédsko  | 2:2 (1:1, 1:0, 0:1)  | Zimní olympijské hry 1968 | Grenoble     |
| 461.   | 20. února 1968     | SRN      | 10:0 (1:0, 3:0, 6:0) | přátelsky                 | Landshut     |

## Bilance sezóny 1967/68
| Soupeř   | Zápasy | Výhry | Remízy | Prohry | Skóre |
| -------- | ------ | ----- | ------ | ------ | ----- |
| Finsko   | 1      | 1     | 0      | 0      | 4:3   |
| Kanada   | 3      | 1     | 0      | 2      | 6:8   |
| NDR      | 1      | 1     | 0      | 0      | 10:3  |
| Rumunsko | 1      | 1     | 0      | 0      | 11:0  |
| SRN      | 2      | 2     | 0      | 0      | 15:1  |
| SSSR     | 1      | 1     | 0      | 0      | 5:4   |
| Švédsko  | 3      | 1     | 1      | 1      | 11:9  |
| USA      | 1      | 1     | 0      | 0      | 5:1   |
| Celkem   | 13     | 9     | 1      | 3      | 67:29 |

## Další zápasy reprezentace
| Datum              | Soupeř                                   | Výsledek              | Soutěž                                                | Místo utkání      |
| 25. července 1967  | Československo – EV Füssen               | 8:2 (3:1, 3:1, 2:0)   | Thurn-Taxisův pohár 1967                              | Füssen            |
| 26. července 1967  | Československo – SG Oberstdorf/Sonthofen | 15:0 (2:0, 11:0, 2:0) | Thurn-Taxisův pohár 1967                              | Oberstdorf        |
| 29. července 1967  | Československo – EC Bad Tölz             | 9:1 (6:0, 0:1, 5:0)   | Thurn-Taxisův pohár 1967                              | Bad Tölz          |
| 30. července 1967  | Československo – Německo B               | 8:1 (2:1, 3:0, 3:0)   | Pohár Alberto Bonacossa 1967                          | Cortina d'Ampezzo |
| 31. července 1967  | Československo – SG Cortina Rex          | 5:1 (0:1, 2:0, 3:0)   | Thurn-Taxisův pohár 1967 Pohár Alberto Bonacossa 1967 | Cortina d'Ampezzo |
| 6. srpna 1967      | Československo – EV Füssen               | 6:2                   | přátelsky                                             | Füssen            |
| 30. listopadu 1967 | Československo – Polsko                  | 9:1 (3:0, 4:1, 2:0)   | Mezinárodní turnaj                                    | Moskva            |
| 30. listopadu 1967 | Československo "B" – SSSR                | 3:1 (1:1, 0:0, 2:0)   | Mezinárodní turnaj                                    | Moskva            |
| 1. prosince 1967   | Československo – Československo "B"      | 3:3 (1:1, 2:0, 0:2)   | Mezinárodní turnaj                                    | Voskresensk       |
| 3. prosince 1967   | Československo "B" – Polsko              | 7:0 (1:0, 3:0, 3:0)   | Mezinárodní turnaj                                    | Leningrad         |
| 3. prosince 1967   | Československo – SSSR "B"                | 1:2 (0:2, 1:0, 0:0)   | Mezinárodní turnaj                                    | Voskresensk       |
| 4. prosince 1967   | Československo – Kanada                  | 6:2 (1:0, 2:0, 3:2)   | Mezinárodní turnaj                                    | Moskva            |
| 4. prosince 1967   | Československo "B" – SSSR "B"            | 1:3 (0:0, 1:0, 0:3)   | Mezinárodní turnaj                                    | Leningrad         |
| 6. prosince 1967   | Československo "B" – Kanada              | 7:2 (1:0, 4:0, 2:2)   | Mezinárodní turnaj                                    | Moskva            |
| 6. prosince 1967   | Československo – SSSR                    | 1:9 (1:3, 0:4, 0:2)   | Mezinárodní turnaj                                    | Moskva            |
| 21. ledna 1968     | Československo – Tatra Kolín             | 8:0 (3:2, 1:0, 4:0)   | přátelsky                                             | Kolín             |
| 23. ledna 1968     | Československo – Motor České Budějovice  | 4:3 (1:1, 3:0, 0:2)   | přátelsky                                             | České Budějovice  |
| 26. ledna 1968     | Československo – Dukla Liberec           | 15:0 (2:0, 10:0, 3:0) | přátelsky                                             | Liberec           |

## Přátelské mezistátní zápasy
Československo –  Švédsko 1:5 (0:2, 0:1, 1:2)
26. listopadu 1967 – Praha

Branky a nahrávky Československa: 41:56 Petr Bavor (Jan Klapáč).

Branky a nahrávky Švédska: 1:57 Carl-Göran Öberg (Roland Stolz), 7:14 Håkan Wickberg (Ronald Pettersson), 30:05 Pettersson (Håkan Wickberg), 51:37 Håkan Wickberg (Carl-Göran Öberg), 59:09 Håkan Wickberg. 

Rozhodčí: Pentti Isotalo (FIN), Sakari Sillankorva (FIN)

Vyloučení: 1:2 (využití 0:0)
ČSSR: Vladimír Nadrchal – František Tikal, Josef Horešovský, Jan Suchý, František Pospíšil, Karel Masopust, Oldřich Machač – Jan Havel, Jozef Golonka, Jaroslav Jiřík – Jan Klapáč, Jaroslav Holík, Petr Bavor – František Ševčík, Václav Nedomanský, Josef Cvach
Švédsko: Leif Holmqvist – Roland Stoltz, Nils Johansson, Kjell-Rune Milton, Bert-Olov Nordlander, Lennart Svedberg, Thomas Abrahamsson – Björn Palmqvist, Folke Bengtsson, Carl-Göran Öberg – Ronal Pettersson, Håkan Wickberg, Tord Lundström – Inge Hammarström, Henric Hedlund, Svante Granholm.
 Československo –  Švédsko 8:2 (1:1, 2:1, 5:0)
28. listopadu 1967 – Praha

Branky a nahrávky Československa: 7. Jan Havel (Jozef Golonka), 14. Pavel Volek (Petr Hejma), 28. Petr Hejma, 4:0 29. Suchý, 39. Jaroslav Jiřík (Jan Havel), 41. Jan Suchý  (Josef Augusta), 50. Jaroslav Jiřík, 60. Hrbatý (Josef Augusta).

Branky a nahrávky Švédska: 4:1 29. Tord Lundström, 48. Tord Lundström.

Rozhodčí: Pentti Isotalo (FIN), Sakari Sillankorva (FIN)

Vyloučení: 3:2 (využití 0:0)
ČSSR: Miroslav Lacký – Josef Horešovský, František Tikal, Jan Suchý, Karel Masopust – Jan Havel, Jozef Golonka, Jaroslav Jiřík – Jan Hrbatý, Jiří Kochta, Josef Augusta – Pavel Svoboda, Petr Hejma, Pavel Volek - Josef Cvach.
Švédsko: Håkan Olsson (41. Leif Holmqvist) – Roland Stoltz, Nils Johansson, Kjell-Rune Milton, Bert-Olov Nordlander, Lennart Svedberg, Thomas Abrahamsson – Björn Palmqvist, Folke Bengtsson, Carl-Göran Öberg – Ronald Pettersson, Håkan Wickberg, Tord Lundström – Lars-Göran Nilsson, Håkan Nygren, Hans Lindberg.
 Československo –  Kanada 2:1 (0:0, 0:0, 2:1)
31. ledna 1968 – Praha

Branky a nahrávky Československa: 44. Petr Hejma, 48. Jaroslav Jiřík (Václav Nedomanský).

Branky a nahrávky Kanady: 52. Ray Cadieux (Fran Huck).

Rozhodčí: Lars Tegner (SWE), Finar Boström (SWE)

Vyloučení: 2:4 (využití 1:1)
ČSSR: Vladimír Dzurilla – Jan Suchý, Josef Horešovský, Oldřich Machač, František Pospíšil, Karel Masopust – František Ševčík, Jozef Golonka, Jaroslav Jiřík – Jan Havel, Petr Hejma, Jiří Holík – Jan Hrbatý, Jiří Kochta, Josef Černý – Václav Nedomanský, Jan Klapáč.
Kanada: Wayne Stephenson (Ken Broderick) – Terry O’Malley, Barry McKenzie, Brian Glennie, Marshall Johnston – Gary Dineen, Ray Cadieux, Fran Huck – Ted Hargreaves, Roger Bourbonnais, Bill MacMillan – Danny O’Shea, Herb Pinder, Gerry Pinder – Moris Mott, Stave Monteith.
 Československo –  Kanada 2:4 (2:1, 0:3, 0:0)
1. února 1968 – Praha

Branky a nahrávky Československa: 10. Jiří Holík, 20. Jan Havel.

Branky a nahrávky Kanady: 3. Gerry Pinder, 23. Stave Monteith (Gerry Pinder, Gary Dineen), 32. Gary Dineen (Gerry Pinder), 33. Gary Dineen

Rozhodčí: Lars Tegner (SWE), Finar Boström (SWE)

Vyloučení: 7:12 (využití 1:0) navíc Fran Huck na 10 minut.
ČSSR: Vladimír Dzurilla – Jan Suchý, Josef Horešovský, Oldřich Machač, František Pospíšil, Karel Masopust – František Ševčík, Jozef Golonka, Jaroslav Jiřík – Jan Havel, Petr Hejma, Josef Černý – Jan Klapáč, Václav Nedomanský, Jiří Holík - Jiří Kochta. 
Kanada: Ken Broderick – Terry O’Malley, Marshall Johnston, Barry McKenzie, Brian Glennie, Ted Hargreaves – Bill MacMillan, Danny O’Shea, Roger Bourbonnais – Ray Cadieux, Fran Huck, Moris Mott – Stave Monteith, Gary Dineen, Herb Pinder – Gerry Pinder.
 Československo –  SRN 10:0 (1:0, 3:0, 6:0)
20. února 1968 – Landshut

Branky Československa: 15. Karel Masopust, 27. Václav Nedomanský, 34. Karel Masopust, 39. Karel Masopust, 42. Jozef Golonka, 45. Jozef Golonka, 47. Jan Havel, 52. Jan Havel, 59. Václav Nedomanský, 60. Josef Černý.

Rozhodčí: Brenzikofer (SUI), Hans-Rudolf Braun (SUI)
ČSSR: Vladimír Nadrchal - Jan Suchý, Josef Horešovský, Oldřich Machač, František Pospíšil - František Ševčík, Jozef Golonka, Jan Havel - Jan Hrbatý, Václav Nedomanský, Jiří Holík - Karel Masopust, Petr Hejma, Josef Černý.
Německo: Josef Schramm  – Heinz Bader, Leonhard Waitl, Otto Schneiberger, Rudolf Thanner – Bernd Kuhn, Heinz Weissenbach, Peter Lax – Lorenz Funk, Horst Meindl, Alois Schloder – Josef Reif, Ernst Köpf, Manfred Gmeiner – Johannes Schichtl, Josef Völk, Gustav Hanig. 

## Další zápasy reprezentace
Československo –  EV Füssen  6:2
6. srpna 1967 – Füssen

Branky Československa: 3x Jaroslav Jiřík, Jan Hrbatý, Stanislav Prýl, Jiří Kochta.
ČSSR: Vladimír Dzurilla – František Tikal, Jan Suchý, Josef Horešovský, Jozef Golonka, Jaroslav Jiřík, Oldřich Machač – Jiří Holík, Jaroslav Holík, Jan Klapáč – Jiří Kochta, Jan Hrbatý, Josef Augusta – Jan Havel, Richard Farda, Stanislav Prýl. 
 Československo –  Tatra Kolín  8:0 (3:2, 1:0, 4:0)
21. ledna 1968 - Kolín

Branky Československa: 2x Jan Havel, Jiří Kochta, Hejma, František Pospíšil, Hrbatý, Josef Horešovský, Jan Suchý.

Branky Tatry Kolín: Nedbal, Černý.

Rozhodčí: Aleš Pražák (TCH) - Miloš Pláteník (TCH), Jaroslav Vojpich (TCH)

Vyloučení: 3:3 (využití 1:1)
ČSSR: Vladimír Dzurilla (Vladimír Nadrchal) - František Pospíšil, Jan Suchý, Karel Masopust, Josef Horešovský - Jiří Holík, Petr Hejma, Jan Havel - Jaroslav Jiřík, Jozef Golonka, František Ševčík – Josef Černý, Jiří Kochta, Jan Hrbatý - Václav Nedomanský, Jan Klapáč.
 Československo –  Motor České Budějovice  4:3 (1:1, 3:0, 0:2)
23. ledna 1968 - České Budějovice

Branky a nahrávky Československa: 12. Jan Havel, 24. Jaroslav Jiřík, 34. Jan Hrbatý (Jiří Kochta), 37. Jan Klapáč (Václav Nedomanský).

Branky Českých Budějovice: 5. František Neumaier, 50. Stanislav Rob, 51. Josef Cvach. 

Rozhodčí: Milan Vidlák (TCH) - Josef Kropáček (TCH), Vojtěch Pochop (TCH)

Vyloučení: 1:1 (využití 0:0)
ČSSR: Vladimír Dzurilla (41. Vladimír Nadrchal) - František Pospíšil, Oldřich Machač, Josef Horešovský (41. Karel Masopust) - Jan Klapáč, Václav Nedomanský, Jiří Holík - František Ševčík, Jozef Golonka (41. Jiří Kochta), Jaroslav Jiřík (41. Jan Hrbatý) – Jan Havel (21. Jan Hrbatý), Petr Hejma (21. Jiří Kochta), Josef Černý.
České Budějovice: Josef Procházka - Miroslav Kuneš, František Vápeník, Josef Květoň, Bohumír Ťoupal - Josef Cvach, Milan Bartoň, František Neumaier - Václav Vaněk, Karel Pražák, Stanislav Rob - Jaroslav Beran, Ferdinand Hovora, Josef Pártl.
 Československo –  Dukla Liberec  15:0 (2:0, 10:0, 3:0)
26. ledna 1968 - Liberec

Branky Československa: 3x Jan Klapáč, 2x Petr Hejma, 2x Jaroslav Jiřík, 2x Jiří Kochta, Oldřich Machač, Jiří Holík, Jan Havel, Jan Hrbatý, Josef Černý.

Rozhodčí: Otto Czerný (TCH) - Vladislav Karas (TCH), Zdeněk Rohs (TCH) (do 28. minuty Eichler a Hřeben)

Vyloučení: 2:2 (využití 0:0)
ČSSR: Vladimír Nadrchal (41. Vladimír Dzurilla) - Jan Suchý, Josef Horešovský, Oldřich Machač, František Pospíšil - Jan Klapáč, Václav Nedomanský, Jiří Holík - Jan Havel (Jan Hrbatý), Petr Hejma, Jaroslav Jiřík - Jan Hrbatý, Jiří Kochta, Josef Černý.
Dukla Liberec: Jan Hoznourek (Švejda) - Urban, Vejvoda, Staněk, Bártl - Marš, Tůma, Burda - David, Kapoun, Jonáš - Valášek, Telšovský, Vipolt.